# Нобелевский городок (Царицын)
Но́белевский городо́к — посёлок для рабочих и служащих нефтепромышленного комплекса «Товарищества нефтяного производства братьев Нобель» в Царицыне, существовавший с 1879 по 1942 год.

## История
Нобелевский городок был построен «Товариществом нефтяного производства братьев Нобель» в Царицыне в 1879—1880 годах на северо-восточной окраине города. Царицын привлёк братьев Нобель своим выгодным экономико-географическим положением. Прохождение через него основных транзитных торговых путей превратило город в главную складскую и распределительную базу нефтепродуктов. С появлением Нобелевского городка через Царицын шло 70 % бакинской нефти. Также нобелевские городки были построены в Астрахани, а чуть позже — в Самаре и Нижнем Новгороде.
В 1884 году в городке появилось электричество, а в 1885 года — телефонная линия, что было редкостью в то время. Нобелевский городок был одним из первых объектов в России, где появилось электрическое освещение и телефонная связь. В самом Царицыне электрические фонари появились только в 1908 году.
В 1920-х годах Нобелевский городок был национализирован и принадлежал Нефтесиндикату СССР.
В дни Сталинградской битвы во время бомбёжки города немецкой авиацией нефтяные баки и эшелоны с горючим были разбиты и горели, застилая густым чёрным дымом город. Горящая нефть, плывя по воде, создавала впечатление горящей Волги.
После войны с пуском на южных окраинах города нефтеперерабатывающего завода и нефтебазы на месте городка был построен Центральный парк культуры и отдыха и Центральный стадион.

## Планировка и инфраструктура
Нобелевский городок резко отличался от городской застройки Царицына и являл собой такой же феномен, которым была колония Сарепта, расположенная южнее. Городок был построен на площади в восемь десятин, между двумя большими крутыми оврагами на берегу Волги. Со стороны, обращённой к городу, он был отделён каменной стеной, а с остальных сторон был окружён рвом.
В плане он делился на три террасы:
- на нижней террасе, обращённой к Волге, находилась пристань, которая соединялась с берегом прочными деревянными сходнями. Рядом с берегом размещалось паровое судно, которое было снабжено насосами для подачи керосина с речных судов на двенадцатисаженную высоту. Также на берегу, недалеко от пристани, рядом с железной дорогой располагались склады, откуда керосин переливался в вагоны-цистерны, которые доставляли его до Грязе-Царицынского вокзала[1]. Каждый вагон вмещал 750 пудов керосина, каждый поезд вёл по 25 вагонов. Всего у компании на Грязе-Царицынской железной дороге было 2000 таких вагонов[7]. Также здесь располагались специальное кирпичное здание для судовых и хозяйственных принадлежностей, базар и мостки для стирки белья[2];
- на средней террасе находился большой двухэтажный каменный дом, с десятью флигелями, окружённый высокими тополями. В нём разместились заводская контора, квартиры главных служащих, библиотека и бильярдная комната[1];
- на верхней террасе было 26 одноэтажных коттеджей для рабочих и служащих, утопавших в зелени. Дома в посёлке, за исключением общежития для неженатых рабочих, были стандартной конструкции и состояли из четырёх комнат, в окружении палисадников с фруктовыми деревьями. Всего было высажено около 4000 молодых декоративных деревьев. Кроме того, на этой же территории располагались: аптека, больничный приёмный покой для рабочих, врач и фельдшер, ясли, начальная школа, потребительская лавка, столовая и баня[1][2].

В отличие от Царицына, в котором не было ни одного парка, на территории городка были разбиты два сада: один фруктовый, а второй, с фонтаном посередине, для прогулок и отдыха. Единственным условием для их существования был обильный полив. В городке имелся свой водопровод, тогда как в Царицыне централизованное водоснабжение было запущено в 1890 году.
На территории городка находились механический и бондарный завод, для промышленного производства бочек, на котором трудилось более 300 человек, слесарно-механические мастерские, завод по выработке продуктов из нефти и масел, сооружения для перекачки нефти, резервуары, эстакады, виадуки и электростанция.
В полуверсте от жилой части городка, отделённая рвом и валом, находилась крупнейшая в Европе нефтебаза с механизированной системой подачи и налива нефти и нефтепродуктов. Она состояла из больших цилиндрических резервуаров с двойным дном и трубопроводом. Гигантские резервуары вмещали в общей сложности более 1,25 млн пудов керосина, к 1911 году этот показатель дошёл до 3,75 млн пудов. Посреди площади, где располагались цистерны, стоял громоотвод. В случае пожара в считанные минуты из каждой цистерны можно было выпустить керосин по подземным каменным трубам в специально созданный для таких случаев резервуар. Катакомбы с огромными резервуарами и проходами между ними сохранились и по сей день. Стены проходов, высота которых доходит до четырёх метров, а ширина — до трёх, по всему периметру укреплены массивной кирпичной кладкой. В дни Сталинградской битвы в этих проходах располагался штаб дивизии Родимцева.